# 天线效应

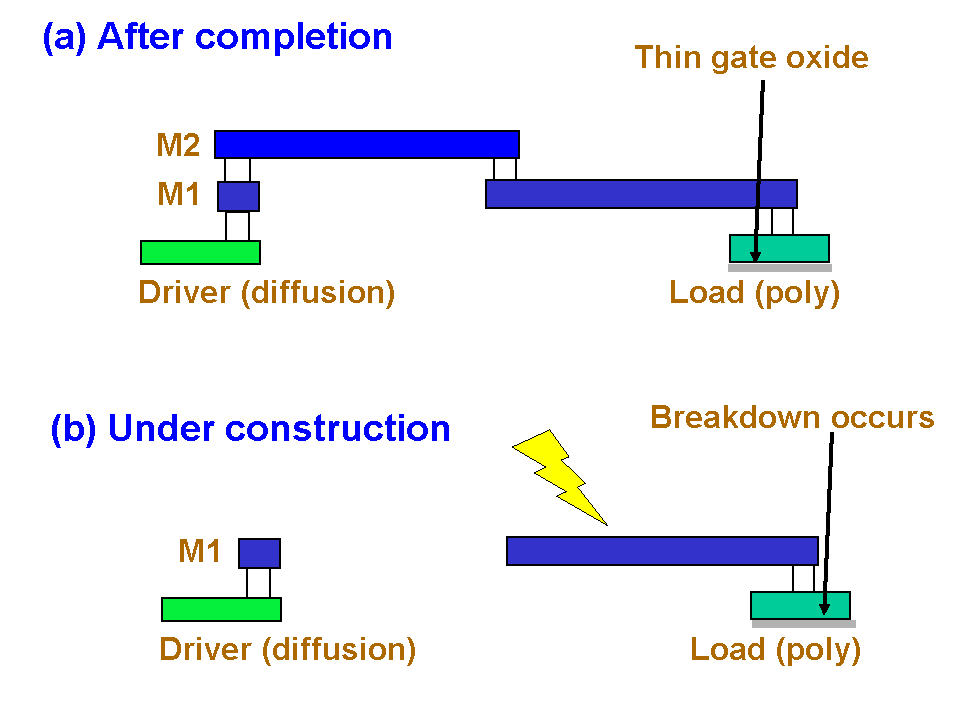
图 1：天线效应成因说明。 M1和M2是前两个金属互连层。

天线效应（antenna effect），更正式地称为等离子体诱导闸氧化层损伤（plasma induced gate oxide damage），是一种在MOS集成电路制造过程中可能导致良率和可靠性问题的效应。晶圆厂通常会提供“天线规则”（antenna rules），这些规则必须遵守以避免此问题。违反这些规则称为“天线违规”（antenna violation）。在此上下文中，“天线”一词有些误导——真正的问题是电荷的聚集，而非一般含义中的天线——将电磁场与电流互相转换的器件。“天线效应”一词时有使用，但由于“效应”一词可指多种情况，且该短语并不明确指代哪一种效应，因此使用较少。
图1(a)显示了集成电路中一个典型网络的侧视图。每个网络至少包含一个驱动器，其必须包含一个源/漏扩散（在新工艺中使用注入实现），以及至少一个接收器，其由栅电极置于薄栅介电层之上（详见图2中MOS晶体管的局部视图）。由于栅介电层极为薄弱，仅几分子厚，如果网络电压高于芯片正常工作电压的，就可能发生击穿。（历史上，栅介电层通常为二氧化硅，因此大部分文献称“栅氧化层损伤”或“栅氧化层击穿”。截至2007年，一些厂商已用各种高介电常数材料替代该氧化层，可能并非氧化物，但效应仍相同。）

图 2. MOSFET示意图，显示源/漏注入区与栅介电层。

一旦芯片制造完成，由于每个网络上至少连接有源/漏注入区，网络电压无法高于正常工作电压。源/漏注入区形成功能性二極體，其击穿电压低于氧化层击穿电压（无论是正向导通还是反向击穿），且以非破坏性方式导通，从而保护了栅介电层。
然而，在芯片构造过程中，栅介电层可能尚未受二极管保护。图1(b)示出了在刻蚀金属1层时的情形。由于金属2尚未形成，栅介电层未连接二极管。因此，如果任何方式向金属1形状上累积电荷（如闪电符号所示），电压可能上升至击穿栅介电层的水平。特别是对第一金属层进行的反应离子刻蚀会导致图中所示的情形——每个网络的金属与初始全局金属层断开，且等离子体刻蚀持续向各金属构件充电。
虽然漏电的栅介电层对功耗不利，但有助于避免天线效应引起的损伤。漏电介电层可以防止电荷累积到导致击穿的程度。这得出了一个令人略显意外的结论：非常薄的栅介电层发生损伤的可能性低于较厚的栅介电层，因为随着氧化层变薄，泄漏电流呈指数增加，而击穿电压仅线性减小。

## 天线规则
天线规则通常表示为金属面积与栅面积的允许比率。每个互连层都有各自的比率。计入面积时，可能包含多个多边形——即所有连接至栅但未连接至源/漏注入区的金属总面积。
- 如果工艺支持不同的栅介电层，如用于高电压的厚氧化层和用于高性能的薄氧化层，则每种氧化层对应不同的规则。
- 存在“累积”规则，即对所有互连层的比率总和（或部分总和）设限。
- 还有考虑每个多边形周长的规则。

## 天线违规的修复

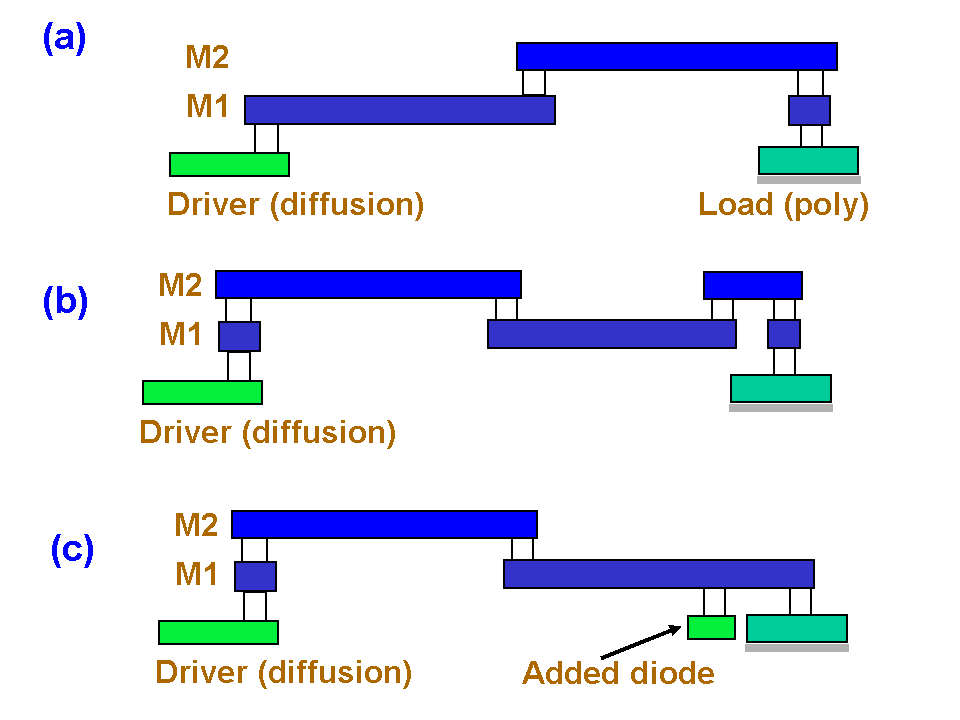
图 3：天线违规的三种可能修复示意图。

一般由布线器修复天线违规。可能的修复方法包括：
- 更改布线层顺序。如果栅立即连接至所用的最高金属层，通常不会发生天线违规。该方案见图3(a)。
- 在栅附近添加过孔，将栅连接至最高层。这会增加过孔数量，但对其余网络改动较少。见图3(b)。
- 向网络中添加二极管，如图3(c)所示。可以在MOSFET源/漏之外，通过在p型基底中注入n+或在n型阱中注入p+形成二极管。如果二极管连接至栅附近的金属，可保护栅介电层。此方法可仅针对有违规的网络，或通过在每个库单元中放置二极管，对所有栅实施保护。后者方案几乎可无需其他工具即可解决所有天线问题，但二极管的附加电容会使电路更慢、功耗更高。